# Trollius
- Commons
- Wikispecies

Trollius L. é um gênero botânico da família Ranunculaceae.

## Espécies
| - Trollius acaulis - Trollius altaicus - Trollius asiaticus - Trollius chinensis - Trollius dschungaricus - Trollius europaeus - Trollius farreri - Trollius japonicus | - Trollius laxus - Trollius ledebourii - Trollius lilacinus - Trollius papaverus - Trollius pumilus - Trollius ranunculinus - Trollius yunnanensis |

- Lista completa

## Classificação do gênero
| Sistema | Classificação                      | Referência               |
| ------- | ---------------------------------- | ------------------------ |
| Linné   | Classe Polyandria, ordem Polygynia | Species plantarum (1753) |